# Vörösmarty tér

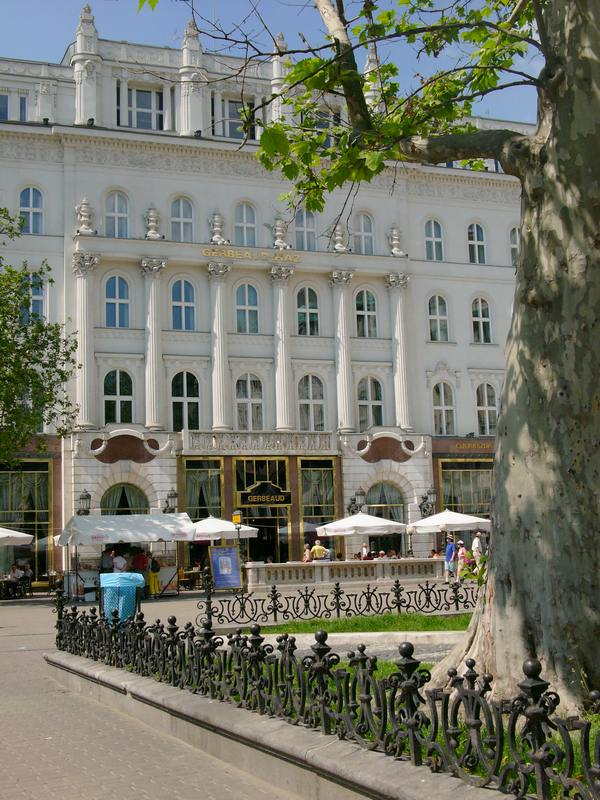
Außenansicht des Café Gerbeaud am Vörösmarty tér

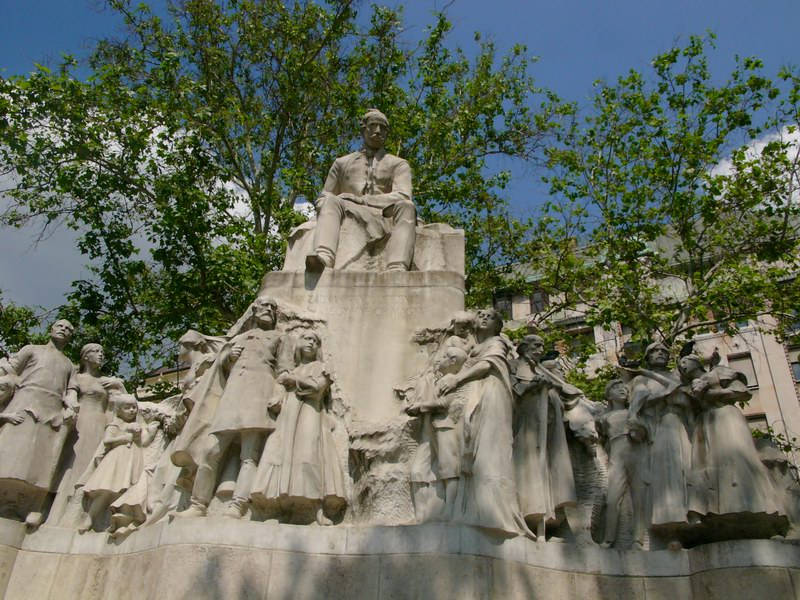
Denkmal des Dichters Mihály Vörösmarty am Vörösmarty tér

Der im Zentrum von Pest, im V. Bezirk gelegene und nach dem ungarischen Dichter Mihály Vörösmarty benannte Vörösmarty tér (deutsch Vörösmarty-Platz) ist einer der am stärksten frequentierten Plätze der ungarischen Hauptstadt Budapest, der jedoch komplett für den Autoverkehr gesperrt ist. An diesem Platz enden die bekannte Váci utca und die 1896 gebaute „Millenniumslinie“ der Budapester Metró.
Vor der Namensgebung nach dem ungarischen Nationaldichter 1926 hieß der Platz, der erstmals 1812 als Theaterplatz (Theátrom piatcza) in den Stadtplänen verzeichnet wurde, seit 1874 (mit Unterbrechung nach dem Ersten Weltkrieg) Giselaplatz (Gizella tér) nach Gisela von Österreich, der Tochter von Kaiser Franz Joseph I. und Kaiserin Elisabeth.
Die Mitte des Platzes wird vom Denkmal Mihály Vörösmartys dominiert; begrenzt wird er weitestgehend von ehemaligen Handelskontor-Gebäuden, die heute zumeist Büros, Geschäfte und Cafés beherbergen. Einen architektonischen Kontrapunkt bildet auf der westlichen Seite ein in Glasbauweise errichtetes Bürogebäude, das im Erdgeschoss internationale Modeketten beherbergt. Die Ostseite des Vörösmarty-Platzes schmückt das in Skelettbauweise erbaute Gebäude des ehemaligen Luxus-Warenhauses. Dort sind vorwiegend Boutiquen und andere Geschäfte untergebracht. In nördlicher Richtung befindet sich das berühmte Café Gerbeaud.

## Vörösmarty-Denkmal
Das in der Mitte des Vörösmarty-Platzes errichtete Denkmal zu Ehren von Mihály Vörösmarty wurde 1908 aus Carrara-Marmor von den Bildhauern Eduard Kallós und Eduard „Ede“ Telcs errichtet. Den in einem thronartigen Sessel sitzenden Vörösmarty umringen Bäume. Das ungarische Volk zu seinen Füßen stellen Menschen in unterschiedlichen Lebensabschnitten dar. Den Marmorsockel des Denkmals ziert der erste Vers aus Vörösmartys Meisterwerk Szózat: Hazádnak rendületlenül légy híve, ó magyar („Von Lieb und Treu zum Vaterland bleib, Ungar, stets erfüllt“). Rechts unterhalb der Verszeile ist ein kleiner schwarzer Fleck. Man erzählt sich, das sei ein Glücksforint, den ein Bettler zur Errichtung des Monuments gespendet habe.
Koordinaten: 47° 29′ 47,9″ N, 19° 3′ 2,2″ O